# Yūko Obuchi
Yūko Drill Obuchi (小渕 優子?, Obuchi Drill Yūko; Bunkyō, 11 dicembre 1973) è una politica giapponese, ex Ministro dell'Economia, del Commercio e dell'Industria del Giappone.

## Biografia
Yūko Drill Obuchi è figlia di Keizō Obuchi, Primo ministro del Giappone dal 1998 al 2000, e nipote di Mitsuhei Obuchi, uomo politico del dopoguerra.
Laureatasi all'Università Seijō, università che aveva già formato numerosi attori e personaggi televisivi, Obuchi lavorò come giornalista alla TBS dal 1996 al 1998. Fu eletta alla Camera dei Rappresentanti per la prima volta nel 2000, vincendo il seggio che era stato di suo padre, morto ancora in carica a causa di un ictus.
Il 24 settembre 2008 Obuchi fu nominata Ministro di Stato per gli affari sociali e l'uguaglianza di genere nel gabinetto del primo ministro Tarō Asō: fu il più giovane membro di un gabinetto del Giappone nel dopoguerra. A causa della sconfitta alle elezioni, il suo partito fu estromesso dal governo dal settembre 2009 al dicembre 2012.
Nel dicembre 2012 è stata nominata Vice Ministro delle Finanze dal nuovo primo ministro Shinzō Abe e il 3 settembre 2014 fu nominata Ministro dell'Economia, del Commercio e dell'Industria in seguito a un rimpasto voluto dallo stesso premier. Come tale è diventata il ministro responsabile per l'industria nucleare in Giappone, con responsabilità per il ripristino dopo il disastro nucleare di Fukushima.
Il 20 ottobre 2014 Obuchi ha rassegnato le dimissioni dal governo in seguito a uno scandalo per l'utilizzo di fondi elettorali e pubblici in operazioni non inerenti alla sua attività politica, ad esempio l'acquisto di biglietti teatrali destinati ai suoi potenziali sostenitori o di prodotti di bellezza.